# Congeria kusceri
Espèce
Statut de conservation UICN

 VU  : Vulnérable
Congeria kusceri est une espèce de mollusques bivalves d'eau douce de la famille des Dreissenidae, proche de la moule zébrée, mais sans couleur ni motif sur la coquille. 
C’est la seule espèce connue de bivalve d'eau douce vivant dans des eaux souterraines (rivière souterraine, grottes immergées par de l'eau douce), et elle n'est connue que dans quelques zones karstiques de l'ex-Yougoslavie. Caractérisée dans son milieu (oligotrophe) par une croissance très lente, elle pourrait vivre plusieurs décennies.
Cette espèce était autrefois supposée être uniquement fossile, et est maintenant considérée comme étant un « fossile vivant ». Elle semble très rare, mais serait présente dans certaines eaux souterraines, peu perturbées, depuis environ 5 million d'années.

## Histoire
Parce que « troglodytique », l'espèce est encore mal connue. Elle n’a été découverte que dans la seconde moitié du XXe siècle, et décrite par Bole en 1962.
Cette espèce-relique de l'ère tertiaire aurait pu survivre jusqu'à nos jours dans des milieux aquatiques souterrain, qui lui ont épargné les changements globaux importants, des épisodes glaciaires notamment, qui en surface ont éliminé toutes les autres espèces de Congeria. Le genre était même considéré comme complètement éteint jusqu’à ce qu’au printemps 1934 des coquilles non fossilisées aient été trouvés  à Stinjevac près de Vrgorac en Dalmatie.
Sur cette base le malacologue slovène Ljudevit Kušcer a posé l’hypothèse que des moules du genre Congeria ont survécu dans des eaux souterraines. 
Puis des spécimens vivants ont été trouvés dans l'eau d'une grotte souterraine, dans zone karstique située sur les contreforts nord-Est de la mer adriatique, dans le village de Popovo Polje en Bosnie-Herzégovine par Jože Stirn. 
Mais ce n’est qu'en 1962 que le malacologue slovène Jože Bole (d) (1929-1995) a officiellement décrit la nouvelle espèce Congeria kusceri.

## Répartition et habitat
Au vu des connaissances disponibles, et selon B. Jalžic (1998) et Jalžic (2001)  cette espèces semble endémique des karsts dinariques où elle vit dans des grottes toujours ou périodiquement inondée ou dans des galeries en eau. On en a trouvé dans deux régions de Croatie et de Bosnie-Herzégovine.
Dans ces eaux parfois très riches en sels calcaires dissous, elles peuvent subir d'importants phénomènes de précipitation/cristallisation de minéraux qui peuvent littéralement les engloutir dans un travertin constitué de carbonate de calcium précipité (il en va de même pour une autre espèces rare (de serpulidé) qui vit dans le même milieu Marifugia cavatica). 
Des coquilles ont été retrouvées dans une commune de Slovénie, mais aucun d’individus vivants. Quelques populations ont été identifiées dans plusieurs communes de Bosnie-Herzégovine et dans quinze communes de Croatie (mais le plus souvent connues que par des coquilles vide).

## Description
Les coquilles observées dans la grotte dinarique où l'espèce est la mieux étudiée mesurent jusqu'à 20 mm et sont essentiellement constituées d'aragonite (deux couches externes et internes, toutes deux construites avec une structure lamellaire croisée homogène. Elles ont globalement la forme d’une coquille de moule zébrée, mais sans relief ni motif coloré et d'aspect presque translucide (en raison du fait que les chairs de l'animal, comme sa coquilles sont dépigmentés. Il existe un osphradium supra-branchial. Le périostracum est fin (4-5 µm) et fibreux. Le tube digestif est court. 
Les statocystes (l'un des organes de l'équilibre permettant aux animaux de repérer leur position par rapport à la verticalité) sont respectivement absents (ou très relictuels selon d'autres auteurs), de même que les récepteurs sensibles à la lumière.
Les cténidies sont grandes et les palpes labiaux minuscules, ce qui est considéré être une adaptation aux eaux oligotrophes et très minéralisées de son habitat.

## Éthologie
Les individus vivent solitaires ou regroupés. Une fois que la larve ou la jeune moule a trouvé un emplacement qui lui convient, elle s'attache solidement à la roche (bloc immergé ou parois de cours d’eau souterrain) par un byssus.
Des larves planctoniques doivent probablement être emportées par l’eau vers des puits et des résurgences dans le milieu naturel, mais cette espèce n’est connue que dans les eaux souterraines (Morton, 1998), ce qui laisse penser qu'elle est inadaptée à la vie en surface.

## Durée de vie
Elle est mal connue, mais l'espèce semble développer des marques de croissances annuelles, apparaissant peut-être en fin de l'été quand le niveau d'eau et le débit se réduisent. Sur cette base un individu de 12,7 mm de long pourrait être âgé de 25 ans (or il existe des coquilles de 25 mm et les marques de croissance semblent plus espacées chez les individus plus âgés, ce qui signifie qu'une longévité de plusieurs décennies est « peut être possible ».

## Alimentation
Ces animaux sont des filtreurs. Ils ne se nourrissent que de fines particules de matière organique morte, ou de très petits organismes en suspension qu’ils captent en filtrant l'eau.

## Reproduction
L'espèce est constituée d'individus unisexuée ou dite « dioïque » (individus soit mâles, soit femelles) et la fécondation est interne. 
Les femelles conservent et aèrent les œufs fécondés sur leurs branchies jusqu’à ce que les larves atteignent le stade « véligère ». Elles quittent alors la mère pour une vie brièvement planctonique jusqu’à ce que la jeune moule se fixe sur une surface dure. Il arrive aussi que de petits bivalves soient libérés dans le milieu à partir des branchies de la mère.
Les quelques analyses des grands échantillons disponibles ont conclu à un « recrutement probablement faible ». 

## Statut de menace: Espèce en danger critique
Des années 1930 à 1990, des populations vivantes n’ont pu être documentées que dans seulement cinq sites, mais les enquêtes faites en 2008 pour le projet de classement de ces sites en zone Natura 2000 dans le cadre d'une démarche de protection de Congeria kusceri et de Lepto hochenvartii (deux espèces de l'annexe II de la directive Habitats) ont montré que deux de ces cinq populations ont disparu. 
Ceci laisse penser que l’espèce en voie d'extinction, et qu'elle nécessite des mesures urgentes de protection et gestion restauratoire, faute de quoi elle pourrait irrémédiablement disparaître.
Dans le Livre Rouge de la faune cavernicole croate, Congeria kusceri est classée dans la catégorie UICN  CR (en danger critique de disparition) pour plusieurs raisons : 
- pollution des eaux souterraines via les engrais et pesticides agricoles ;
- rejets dans le milieu karstique d’eaux usées (individuelles, municipales et industrielles) ;
- élimination illégale de déchets dans la nature ;
- modifications anthropiques du régime des eaux souterraines, notamment en raison de l'exploitation des champs karstiques, pour la construction de centrales, pour des pompages illégaux ou non contrôlé d'eaux souterraines, etc. Ces modifications ont localement induit une inversion du sens d'écoulement des eaux souterraines et/ou des changements de niveaux d'eau (qui peuvent tuer des colonies entières de moules) ;
- remblayage de certaines cavités souterraines ;
- construction illégale et urbanisation intensive…

## Statut de protection
L'espèce est localement protégée par la loi croate.
Elle figure dans les annexes II et IV de la Directive Habitats, ce qui implique en Europe la définition de zones spéciales de protection dans le cadre du réseau Natura 2000. Ainsi, 3 zones de protection ont été proposées : 
1. la région de Lika-Velebit ;
2. la région de Vrgorac ;
3. la région de Metkovic (Jalžic & Bilandzija, 2009).

Ces trois zones devaient rejoindre le réseau Natura 2000 au moment de l’entrée de la Croatie dans l'Union européenne.

## Recherches
Les spécialistes continuent à chercher d'éventuelles preuves de présence dans des sites autres que ceux qui sont déjà connus. 
Des analyses moléculaires (entreprises par l'Institut Ruđer Bošković, puis par des laboratoires d'autres pays) devrait permettre de mieux évaluer la diversité génétique spécifique de l'espèce, et de mieux comprendre les relations intraspécifiques, la dynamique de population de l'espèce. Elles pourraient aussi permettre de préciser le statut taxonomique de certaines populations.
Cette espèce intéresse beaucoup les scientifiques, car il est possible qu'elle soit réduite à une petite population, et la théorie de la génétique des populations prédit que l'isolement écologique à long terme d'un tel « fossile vivant » s'il se fait dans une petite zone géographique d'habitats reliques pourrait réduire la variabilité génétique en raison de la faible taille de la métapopulation et de la consanguinité. Une étude a donc cherché à vérifier cette hypothèse, via l'analyse de séquences d'ADN de deux gènes mitochondriaux de cette espèce afin de comparer les niveaux de variabilité génétique et de tester les relations phylogénétiques de C. kusceri avec des parents de la même famille vivant à la surface. 

Les analyses phylogénétiques des séquences du cytochrome oxydase 1 (COI) et les gènes d'ADNr 16S ont montré que Congeria est un genre très proche de Mytilopsis et des moules du genre Dreissena. 

Des niveaux assez élevés de diversité génétique ont cependant été relevés dans la population étudiée de C. kusceri ; qui contrastait avec une moindre variabilité intraspécifique au sein des populations connues de Dreissena polymorpha, Dreissena  bugensis, Mytilopsis leucophaeta, et Corbicula fluminea ; sans doute en raison d'un ou plusieurs goulot(s) d'étranglement génétique plus important(s),. Le maintien d'une telle variabilité génétique au sein des populations de C kusceri pourrait résulter d'une stabilité à long terme et d'une taille significative de population, dont la confirmation nécessite des études plus approfondies. Selon les auteurs de l'étude, les changements subis par cette espèce en termes de goulot d'étranglement génétique à l'occasion des grands changements climatiques du passé ont apparemment été tamponnés par son environnement troglodytique éloigné de la surface, là où ses « parents » vivant à la surface durant le Pliocène et Pléistocène n'ont pas résisté aux chocs climatiques des âges glaciaires. Les effets positifs d'une grande et longue stabilité du milieu aquatique souterrain de la région des karsts dinariques semble confirmée, car on y a découvert près de 400 espèces stigobiontes rares, endémiques ou très spécialisées sur seulement 153 400 km2.
Selon les analyses biomoléculaires disponibles (horloge moléculaire), l'haplotype aurait divergé y a environ 100 000 à 200 000 ans.

## Classification
Le nom valide complet (avec auteur) de ce taxon est Congeria kusceri Bole (d), 1962.
Congeria kusceri a pour synonyme :
- Congeria kušceri Bole, 1962

### Publication originale
- (en) J. Bole, « Congeria kusceri sp. n. (Bivalvia: Dreissenidae) », Biološki Vestnik, 1962, vol. 10, p. 55-61.